# Süchbaatar-Mausoleum

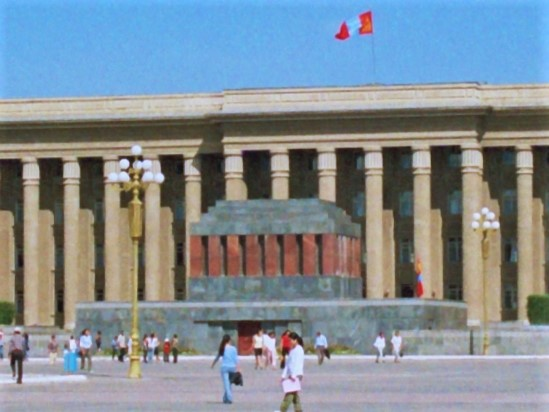
Süchbaatar-Mausoleum in Ulaanbaatar

Das Süchbaatar-Mausoleum (mongolisch Сүхбаатарын бунхан) in Ulaanbaatar war ein Mausoleum für den mongolischen Revolutionsführer und Staatsgründer Damdiny Süchbaatar (1893–1923). Es stand von 1954 bis 2005 vor dem Regierungsgebäude auf dem Süchbaatar-Platz.

## Geschichte
Das in seiner letzten Form 1954 errichtete Mausoleum stand vor dem Regierungspalast am Süchbaatar-Platz in der mongolischen Hauptstadt Ulaanbaatar. Es war eine einfache, flach-rechteckige Pyramide mit einem Ziersarkophag auf der obersten Stufe nach dem Vorbild des Lenin-Mausoleums in Moskau. In der Anlage war neben Damdiny Süchbaatar (1893–1923), dem mongolischen Revolutionsführer und Staatsgründer, auch der kommunistische Diktator Chorloogiin Tschoibalsan (1895–1952) beigesetzt.
Das Mausoleum wurde 2005 abgerissen, um Platz für einen Erweiterungsflügel des Regierungsgebäudes mit einer Monumentalstatue von Dschingis Khan zu schaffen. Süchbaatar war ursprünglich 1923 auf dem Altan-Ölgii-Nationalfriedhof bestattet worden, wurde jedoch exhumiert und zusammen mit Tschoibalsan im Mausoleum erneut bestattet. Im Zuge des Abrisses des Mausoleums 2005 wurden die Leichname erneut geborgen, unter der Aufsicht von buddhistischen Klerikern rituell verbrannt und die Aschen im Altan-Ölgii-Friedhof beigesetzt.